# Cabo Manglares
Cabo Manglares est le point le plus à l'ouest de la Colombie. Il est situé dans la municipalité de Tumaco, département de Nariño, à l'embouchure du Río Mira.
À proximité se trouve une zone naturelle protégée.